# ثيلوة
الثيلوة (الاسم العلمي:Thiloa) هو جنس نباتي يتبع الفصيلة القمبريطية من رتبة الآسيات.

## من أنواعه
يضم هذا الجنس نوعين فقط هما:
- الثيلوة المنقطة (الاسم العلمي: Thiloa stigmaria)
- الثيلوة الشمعية الثمر(الاسم العلمي: Thiloa glaucocarpa)